# Boësses
Boësses é uma comuna francesa na região administrativa do Centro, no departamento Loiret. Estende-se por uma área de 13,39 km². Em 2010 a comuna tinha 397 habitantes (densidade: 29,6 hab./km²).